# کارلا خئورتش
کارلا خئورتش (به انگلیسی: Carla Geurts) (زادهٔ ۲۰ آوریل ۱۹۷۱) شناگر اهل هلند است.